# Ptačí oblast Úľanská mokraď
Úľanská mokraď (česky Úlanský mokřad) je ptačí oblast a geomorfologická část v severním cípu Podunajské roviny v okresech Galanta a Trnava a Senec, mezi obcemi Blatné, Čataj, Veľký Grob, Pusté Úľany, Nový Svet, Reca a Boldog na Slovensku. Hojné jsou zde potoky (Stoličný potok, Nový potok, Starý potok), které vytvářejí různá ramena a jezera. Před výstavbou hrází bylo území pravidelně zaplavováno a zamokřeno a nevhodné pro zemědělství. Po výstavbě hrází se intenzivně zemědělsky využívá. Zachovaly se zde zbytky lužních lesů (olše, vrba, topol, jilm, dub), donedávna se zde těžila rašelina, v Pustých Úľanech se těží štěrk.
Ptačí oblast byla vyhlášena v roce 2008 Ministerstvem životního prostředí Slovenské republiky, které má výměru 18 173,91 hektaru a leží je v katastrálních územích: Abrahám, Hoste, Malá Mača, Pusté Úľany, Sereď, Sládkovičovo, Veľká Mača, Veľký Grob, Blatné, Čataj, Igram, Kaplna, Reca, Nový Svet, Cífer, Hrnčiarovce, Majcichov, Modranka, Opoj, Pavlice, Pác, Slovenská Nová Ves, Vlčkovce, Voderady a Zeleneč.
Chráněny jsou biotopy ptáků:
- Bukáček malý
- Chocholouš obecný
- Křepelka polní
- Luňák hnědý
- Moták lužní
- Moták pochop
- Poštolka rudonohá
- Raroh velký[2]